# Sarcophaga occulta
Sarcophaga occulta är en tvåvingeart som först beskrevs av Guilherme A.M.Lopes och Tadao Kano 1969.  Sarcophaga occulta ingår i släktet Sarcophaga och familjen köttflugor. Inga underarter finns listade i Catalogue of Life.